# Luchtballonnencarrousel
Een luchtballonnencarrousel is een variant op de normale carrousel. In de attractie zit men in een kleine luchtballon die met een arm vastzit aan een draaimotor. Deze motor laat de ballonnen (als in een draaimolen) ronddraaien. Na een aantal keer draaien gaan de ballonnen ook omhoog en naar beneden. Deze attractie staat onder andere in het pretpark Plopsaland De Panne, Walibi Holland, speelparadijs Kidzcity en in PortAventura.

## Ontstaan
Deze carrousel-vorm werd ontwikkeld door Antonio Zamperla, van het gelijknamige attractie-bedrijf. De oorspronkelijke Engelse naam voor deze attractie was Balloon Race.

## Gegevens
De meeste luchtballonnencarrousels hebben dezelfde basis. Dit betekent dat ze elf ballonnen hebben in de attractie, waar in elke ballon maximaal vier mensen kunnen. In de attractie kunnen de bezoekers er vaak zelf uit- en instappen. Er zijn echter ook versies bekend waarbij de gasten erin worden gezet door een medewerker van de attractie. In sommige parken zijn de ballonnen vervangen door (vliegende) schepen, of vliegende olifanten. Daarnaast is er ook een kleinere variant van de luchtballonnencarrousel bekend, eentje die meer geschikt is voor kermissen. Dit type gaat minder hard en heeft ook minder ballonnen. Vaak wordt deze attractie "Samba Balloons" of "Samba Ballonnen" genoemd.